# Vrtovče
Vrtovče este o localitate din comuna Ajdovščina, Slovenia, cu o populație de 93 de locuitori.